# سان ليوناردو
سان ليوناردو هي بلديه من الدرجة الأولى في مقاطعه نويفا ايسيجا في الفلبين. بلغ عدد السكان 58.120 نسمة وفقا للتعداد السكاني لعام 2010. وتقع سان ليوناردو بين مدينه جابان وسانتا روزا. وهي على بعد ساعتين إلى ثلاث ساعات بالحافله من العاصمة مانيلا. ولدى هذه المنطقة اقتصاداً زراعياً مرتفعاً. ولدى سانليوناردو أيضا محاصيل ارز كبيره واراضي لزرع الخضراوات ومنتجات للدواجن.
| سان ليوناردو           |
| ---------------------- |
|                        |
|                        |
|                        |
| الدولة: الفلبين        |
| المنطقة: سانترال لوزين |
| المحافظة: نويفا ايسيجا |
| الحي: الحي الرابع      |
| القرى: 15 قرية         |
| عدد السكان : 58120     |

## البلدات
- بونيفاسيو
- برغش
- كاستيلانو
- دايفيرجن
- ماقبابليوك
- ميورقة
- مامبانغنين
- نيفيس
- ريزال
- سان انتون
- سان بارتولمي
- سان روج
- تابيوايتنج
- تاقنباي
- تانبو- ادورابل

## التاريخ
خلال الحرب العاليمه الثانية دخلت قوات الاحتلال اليابانيه إلى سان ليوناردو ونويفا ايسيجا في عام 1942 خلال احتلال وغزو اليابان. ومن عام 1942م إلى عام 1944 ظهرت الجماعات الشيوعية نويفا ايسجانو وهوكبالهاب المقاومة في سان ليوناردو. فتراجعت القوات الامبراطوريه اليابانيه من نويفا ايسيجا المحاصرة قبل هروب القوات المحالفة في عام 1945.
من يناير إلى أبريل لعام 1945، استعادت القوات العسكرية المجتمعه من الجنود والضباط الفلبينيين من جيش الكومنولث والوحدات العسكريه، والضباط والجنود الامريكيين من وحدات الجيش الأمريكي. وحررت مدينه سان ليوناردو الواقعة في نيفا ايسيجا. وقامت القوات العسكريه الفلبينيه والقوات العسكريه الامريكيه بمساعده نويفا ايسجانو وهوكبالهاب الجماعات الشيوعية المقاومة لهزيمه الجنود والضباط اليابانيين من القوات العسكريه الامبراطوريه اليابانيه وجنود ماكابيلي. وابتداءت معركه سان ليناردو ومعركه اليابان بين اليابانيين مع القوات الامريكيه والفلبينيه من يناير إلى أبريل لعام 1945 وكانت هذه نهايه الحرب العالمية الثانية.

## الديموقراطية
| التعداد السكاني لسان ليوناردو  |            |
| السنه                          | عدد السكان |
| 1990                           | 93740      |
| 1995                           | 46545      |
| 2000                           | 50478      |
| 2007                           | 54596      |
| 2010                           | 58120      |
| المصدر: مكتب الاحصائيات الوطني |            |

## المدارس

### المدارس الابتدائية العامة
- سي أي فيلارومان
- كاستيلانو الابتدائية
- ميورقة الابتدائية
- نيفيس الابتدائية
- سان انتون الابتدائية
- المدرسة الابتدائية المركزية سان ليوناردو
- سان روج الابتدائية
- تاقنباي الابتدائية
- تامبو الابتدائية الشماليه
- تامبو الابتدائية الجنوبيه

### المدارس الثانوية العامة
- ثانويه ماقبابليوك الوطنية
- ثانويه ميورقه الوطنية
- ثانويه مامبانغنين
- ثانويه سان انتوني الوطنية
- اكاديميه سان ليوناردو